# Rattus colletti
Rattus colletti és una espècie de mamífer rosegador de la família dels múrids. És endèmica d'Austràlia. Aquest tàxon fou anomenat en honor del zoòleg noruec Robert Collett.